# Hans Penndorf
Hans Penndorf (* 10. Januar 1879 in Köstritz, Thüringen; † 1. November 1960) war ein deutscher Volksschullehrer, Geologe und Paläontologe. Er war anerkannter Experte für die Geologie von Nordhessen.

## Leben
Hans Penndorf absolvierte eine Ausbildung zum Volksschullehrer in Osterwieck und Mühlhausen mit dem Examen 1899. Als Volksschullehrer in Göttingen besuchte er die Vorlesungen von Hans Stille und Adolf von Koenen in Geologie bzw. Paläontologie. 1906 bis 1943 war er Lehrer in Kassel. 
Er war aktives Mitglied im Verein für Naturkunde in Kassel, unternahm zahlreiche Exkursionen und hielt Vorlesungen an der Volkshochschule. Er veröffentlichte einen Geologischen Führer für Niederhessen und befasste sich mit Ceratiten des oberen Muschelkalks. 
Der größte Teil des von ihm gesammelten Materials befindet sich in den Sammlungen des Senckenbergmuseums.

## Ehrungen und Auszeichnungen
1955 benannte Hans Werner Rothe einen Cephalopoden nach Hans Penndorf: Ceratites penndorfi ROTHE 1955.

## Erstbeschreibungen
- Ceratites meissnerianus PENNDORF 1951, valide
- Ceratites neolaevis PENNDORF 1951, valide

## Schriften
- Geologische Wanderungen im Niederhessischen Bergland, Melsungen, Heimatschollen-Verlag 1926
- Die Ceratitenschichten am Meißner in Niederhessen, Abhandlungen der Senckenbergischen Naturforschenden Gesellschaft 1951